# Liseberg
Liseberg è un parco divertimenti che si trova a Göteborg, Svezia, aperto nel 1923. Attraendo circa tre milioni di visitatori ogni anno, è uno dei parchi divertimento più visitati della Scandinavia. Tra le attrazioni più degne di nota c'è la montagna russa di legno Balder, votata per due volte (nel 2003 e nel 2005) come la "Miglior Montagna Russa con tracciato in legno" del mondo in un importante sondaggio internazionale. Il parco stesso è stato scelto come uno dei dieci migliori parchi divertimento del mondo (2005) dalla rivista Forbes.
Oltre che nella stagione estiva, il parco è aperto anche a novembre e dicembre - sebbene con meno giostre in funzione - tenendo un periodo a tema Halloween, con case dell'orrore, e un mercatino di Natale con pietanze tradizionali della cucina svedese, come il vin brulé e specialità come il kebab di carne di renna. 
I colori ufficiali di Liseberg sono il rosa e il verde, come si può vedere dall'entrata e dalle attrazioni più vecchie del parco. I colori furono adottati anche per il logo, introdotto negli anni 80, ma che è stato cambiato nel 2013 per quello attuale.

## Storia
Nel 1752, il proprietario terriero Johan Anders Lamberg chiamò la sua proprietà "Lisas berg" ("La montagna di Lisa") in onore di sua moglie Elisabeth Söderberg. L'area, alla fine, divenne conosciuta come Liseberg.
Nel 1908, la città di Göteborg acquistò la proprietà, inclusi gli edifici sul loco, per 225.000 corone svedesi.
Nel 1923 Göteborg celebrò il suo 300º anniversario tenendo la Mostra di Göteborg, che prevedeva un'area ricreativa e un'area congressi. L'area fu aperta l'8 maggio e includeva scivoli e la funicolare di legno "Kanneworffska", lunga 298 metri, disegnata dal costruttore di parchi divertimento danese Waldemar Lebech (originariamente aveva 5 treni con 3 vagoni ciascuno. Ogni vagone ospitava 10 passeggeri e la corsa durava due minuti e mezzo. La giostra fu demolita nel 1987, dopo aver servito oltre 41 milioni di visitatori). Il parco divertimenti era originariamente inteso come attrazione temporanea per la mostra, ma ebbe così successo, raggiungendo oltre 800.000 visitatori in solo un mese, che fu tenuto aperto. Con una superficie di 1,500,000 m², la costruzione del parco costò 2.6 milioni di corone.
Nel novembre del 1924, il consiglio comunale di Göteborg decise di acquistare il parco divertimenti Liseberg per 1 milione di corone. Nel 1925 il parco divertimenti fu acquisito dall'azienda municipale Liseberg AB. Il primo direttore del parco e uno dei suoi promotori fu il leggendario "carpentiere da Skåne" Herman Lindholm, che lo gestì dal 1923 al 1942.
Nell'agosto del 1935 fu inaugurata la piscina di Liseberg, creata dall'ingegnere KI Schön Anderson. La piscina era larga 15 metri e lunga 36, e sfoggiava luci sommerse e onde artificiali. La piscina poteva contenere 800 persone alla volta, la tariffa d'ingresso con cabina era di 50 centesimi. L'installazione fu inaugurata da Arvid Wallman, un promettente campione olimpico svedese del 1920. La piscina fu chiusa nel 1956 e la struttura fu demolita nel 1962 per l'imminente 40º anniversario del 1963.

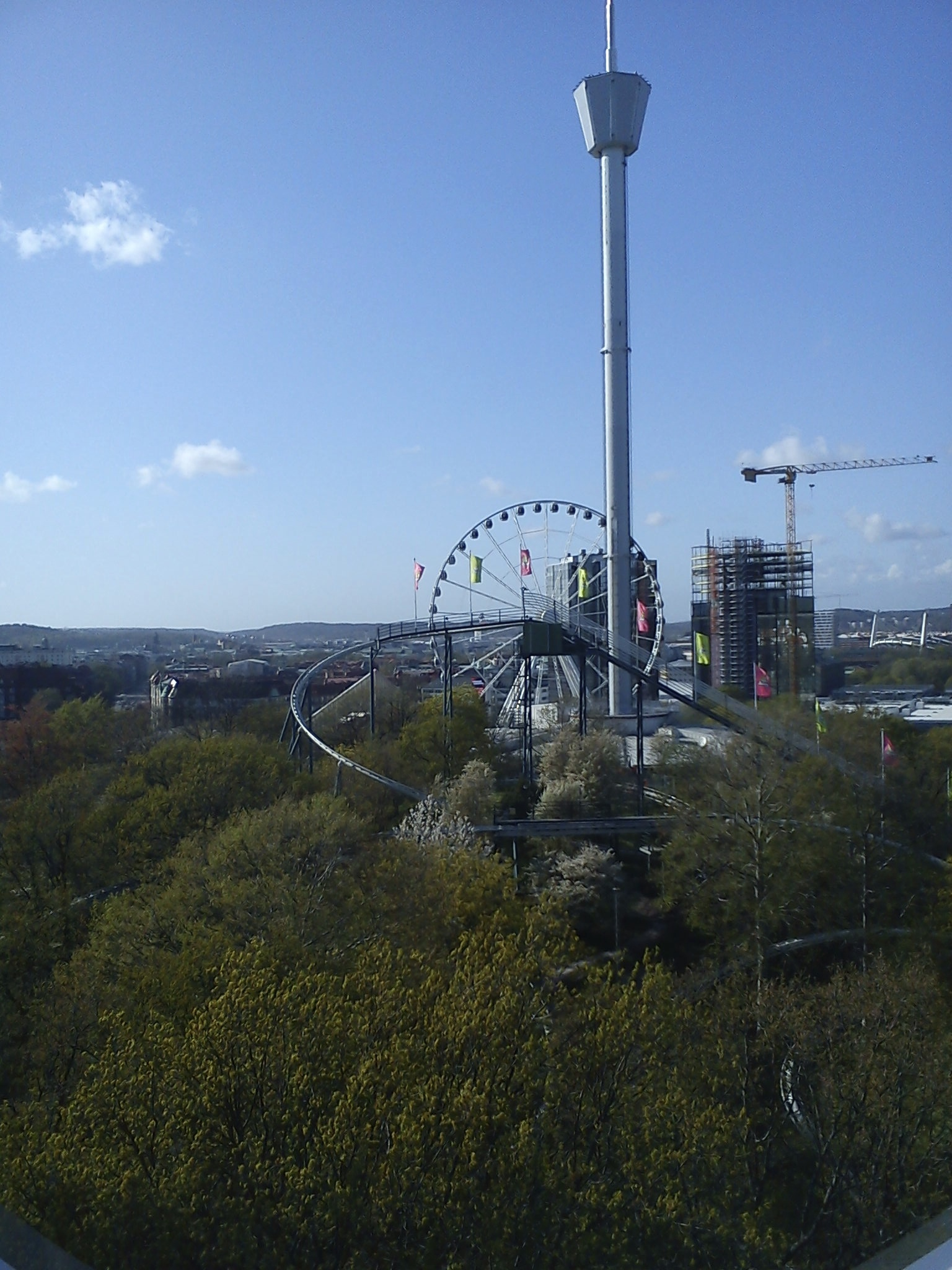
Atmosfear

Rotundan era una delle più grandi sale da ballo quando fu aperta il 10 gennaio del 1940. Il suo architetto fu Axel Jonson, e la struttura durò per un anno al costo approssimato di 500.000 corone svedesi. La pista da ballo conteneva 1.200 persone, e al secondo piano fu aperto un bar chiamato Uggleklubben. Nel 1956, l'impianto fu rinnovato e il suo nome cambiò in Rondò. L'architetto Gunnar Aspe si occupò dei lavori, che costarono 1 milione di dollari.
Nel 1947, Liseberg AB aprì le strutture alberghiere Hotell Liseberg Hede. Fin dall'inizio, uno degli obiettivi di Liseberg era quello di essere un'occasione per gli abitanti di Göteborg di godersi il tempo libero e il paesaggio, e aprì nel 1959 la mostra floreale Principessa Brigitta. Durante la cerimonia d'apertura furono lasciate cadere sul parco da un elicottero 15.000 rose. Nel 1977 fu fondata Honor Place, una collezione di molte delle impronte di mani delle celebrità più importanti del mondo. A quel tempo c'erano 50 calchi. Oggi ce ne sono più di quante l'area ne possa contenere, per questo motivo una selezione viene svolta annualmente per decidere quali avranno l'onore di essere esposte.
Nel 1991 fu formata la Liseberg Guest AB, per supervisionare la gestione dei campeggi e del porto di Göteborg. Negli anni '90 il parco fu espanso di 35.000 metri quadrati e fu inaugurata una sede di nuove attrazioni. Nel 2015 le diverse compagnie di Liseberg si sono consolidate in una sola: la Liseberg AB.

### Il parco
Oltre alle più di 30 giostre del parco, Liseberg ha altri impianti (palchi, sale da ballo, ristoranti e sale giochi). Il parco ha due entrate / uscite (una a Örgrytevagen, l'altra a Getebergsled). Buona parte del parco è boschiva.
Nel 1983, il coniglio verde-rosa, il Liseberg Rabbit, diventò il simbolo e la mascotte del parco.
Nel 1998 vi fu ripreso När karusellerna sover, il Calendario Televisivo Natalizio Svedese di quell'anno.
Il parco è noto per il suo Lisebergs Lustgarten, il giardino botanico all'inglese che contiene numerose cascate, opere d'arte e una varietà di piante.
Il palco principal di Liseberg (Stora Scenen) è stato costruito nel 1923, ed era originariamente pensato come un grande padiglione musicale per la Gothenburg Symphony Orchestra e altri concerti di vasta scala (negli anni il design della location è stato modificato). Vi ci sono esibite band come gli Abba e i Rolling Stones. Appena accanto allo Stora Scenen c'è il più piccolo Kvarnteatren che ospita vari eventi minori, in particolare il teatro per bambini.
Polka (Polketten) è la sala da ballo che fu costruita nel 1925, in seguito trasferita nella sua posizione corrente. Il Taube Scene fu inaugurato nel 2008 ed è stato chiamato così in onore di Evert Taube; questa location è utilizzata per diversi tipi di musica, come il jazz, ma anche per le esibizioni della Liseberg Orchestra.
Vicino a Liseberg Park ci sono altri impianti: Lisebergshallen è uno stadio sportivo e per l'intrattenimento, casa della squadra calcistica locale e della squadra di pallamano. Rond è il nome della location per gli spettacoli e Liseberg Theater è un teatro locale.
Dalla sua apertura, a Liseberg si sono esibiti vari artisti svedesi. Tra loro, Zarah Leander, Maurice Chevalier, Marlene Dietrich, Evert Taube, gli ABBA, Lasse Dahlquist, Birgit Nilsson, Pernilla Wahlgren e Carola Häggkvist. Sten-Åke Cederhök ha recitato nella sua interpretazione del "Week Revy". Altri artisti come Sonya Hedenbratt, Hagge Geigert e Laila Westersund sono apparsi a Liseberg innumerevoli volte. Olof Palme tenne un discorso sul palco principale durante le sue ultime elezioni nel 1985.
Tra le personalità internazionali che si sono esibite a Liseberg ci sono Bob Marley, Led Zeppelin, i Rolling Stones, Cliff Richard, Nightwish, i Delta Rhythm Boys, The Jimi Hendrix Experience, Cat Stevens, i Beach Boys, i Kinks, i The Who, P. J. Proby, Frank Zappa con i The Mothers of Invention, Bill Haley & His Comets, Procol Harum, i Toto, e il duo Marcus & Martinus, tra gli altri.
Dal 2004 è tenuto ogni estate al Stora scenen di Liseberg uno show karaoke chiamato Lotta på Liseberg (Lotta a Liseberg), presentato da Lotta Engberg, che viene mandato in onda su TV4 dal 2009.

## Giostre e attrazioni

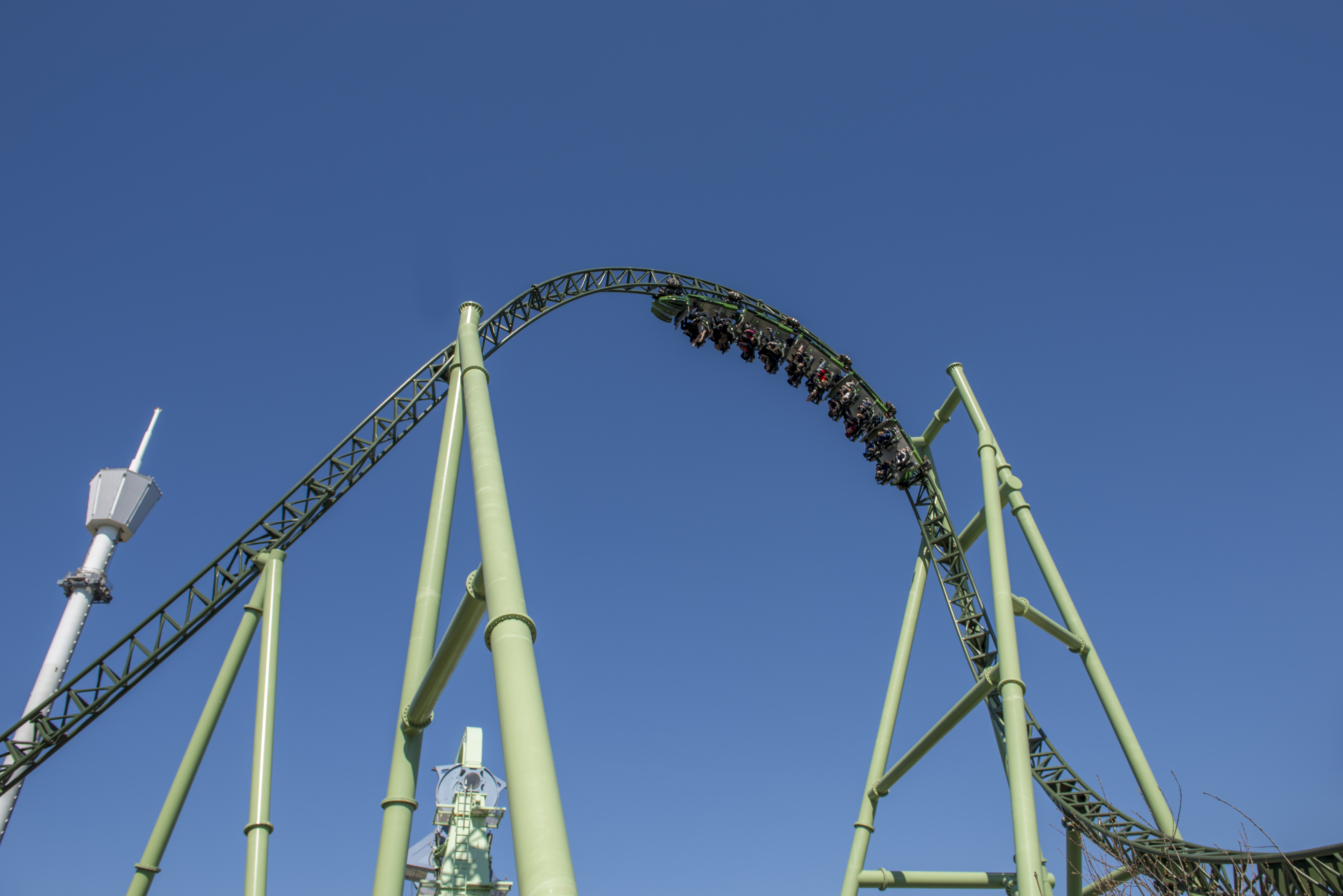
Helix nel 2014.

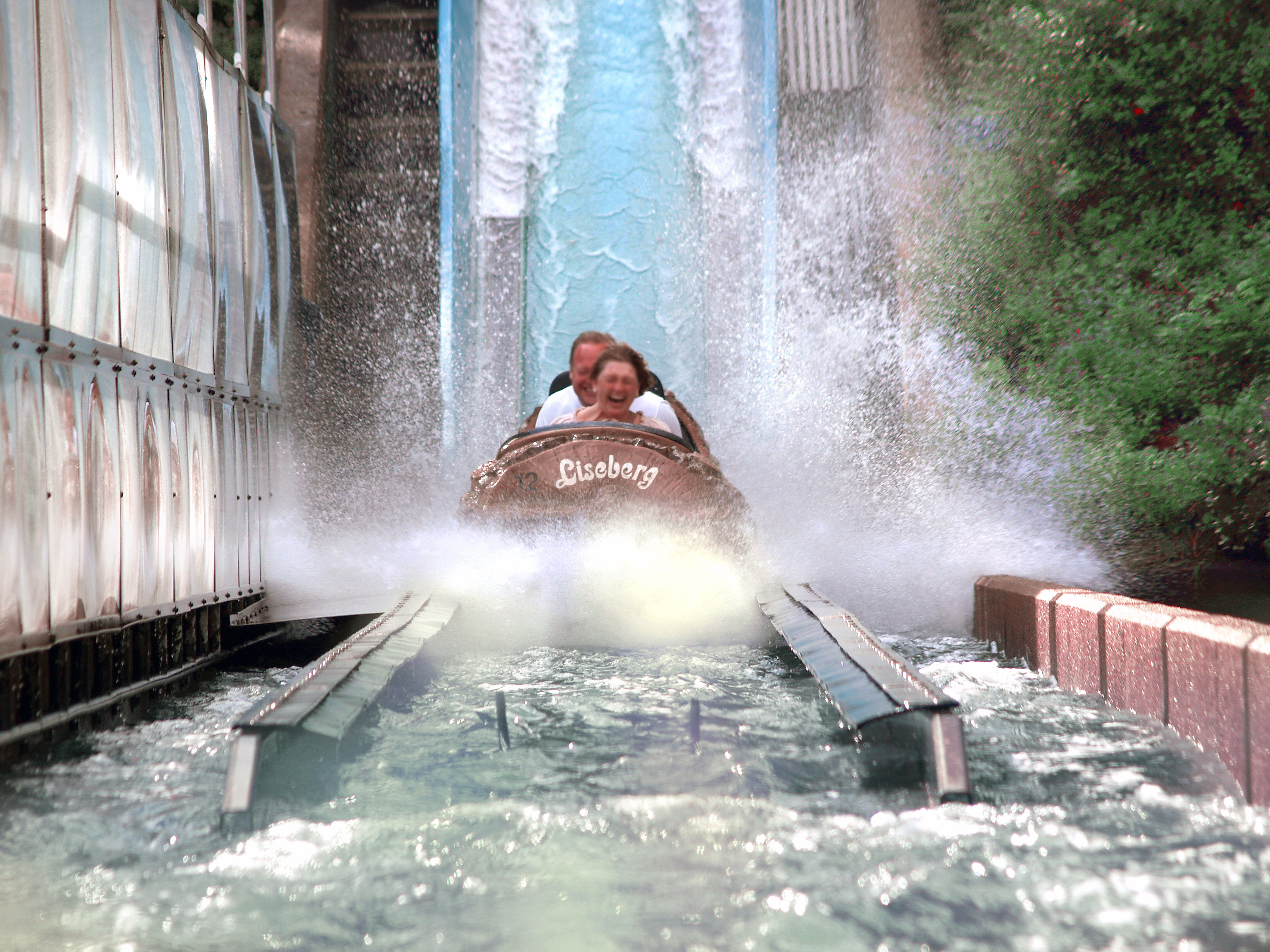
FlumeRide nel 2010.

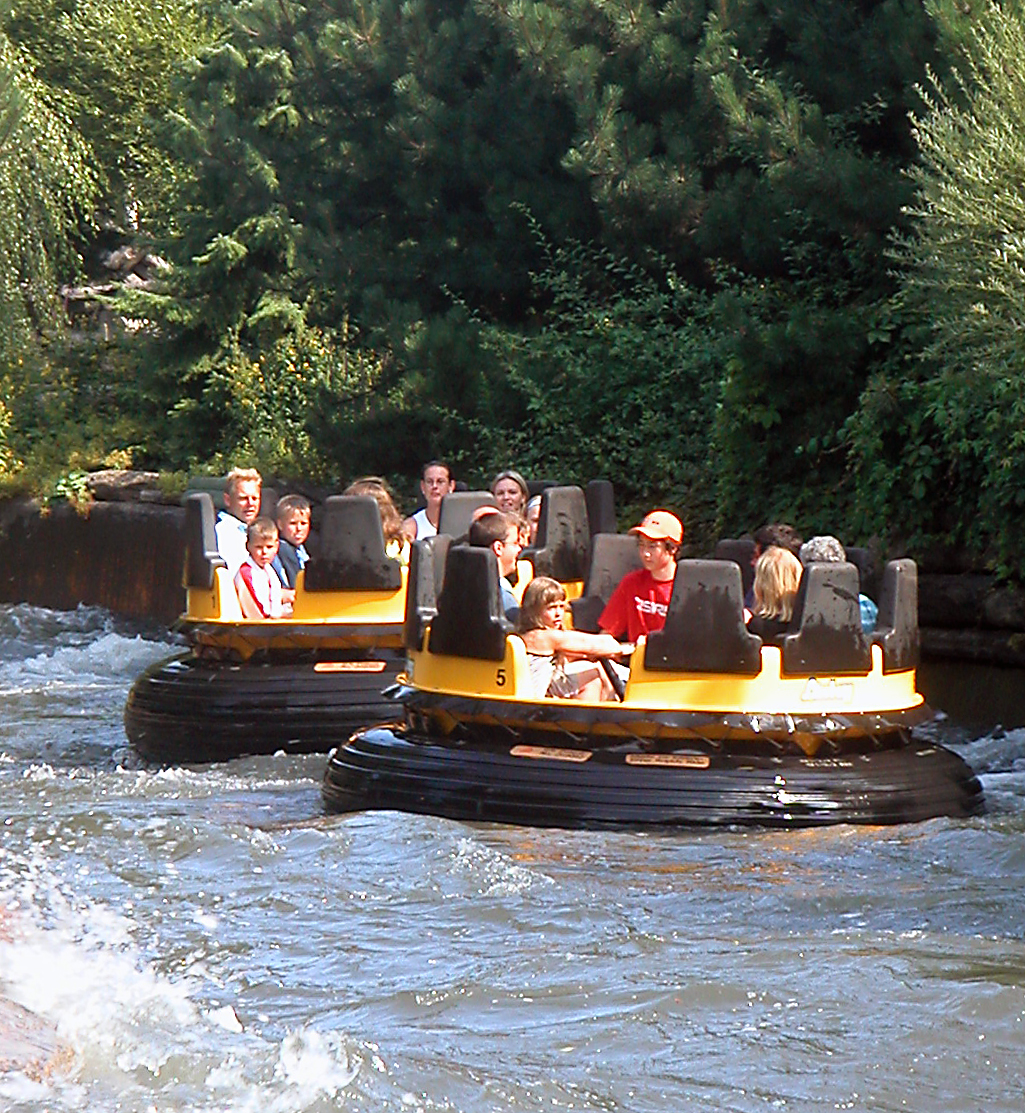
Kållerado nel 2004.

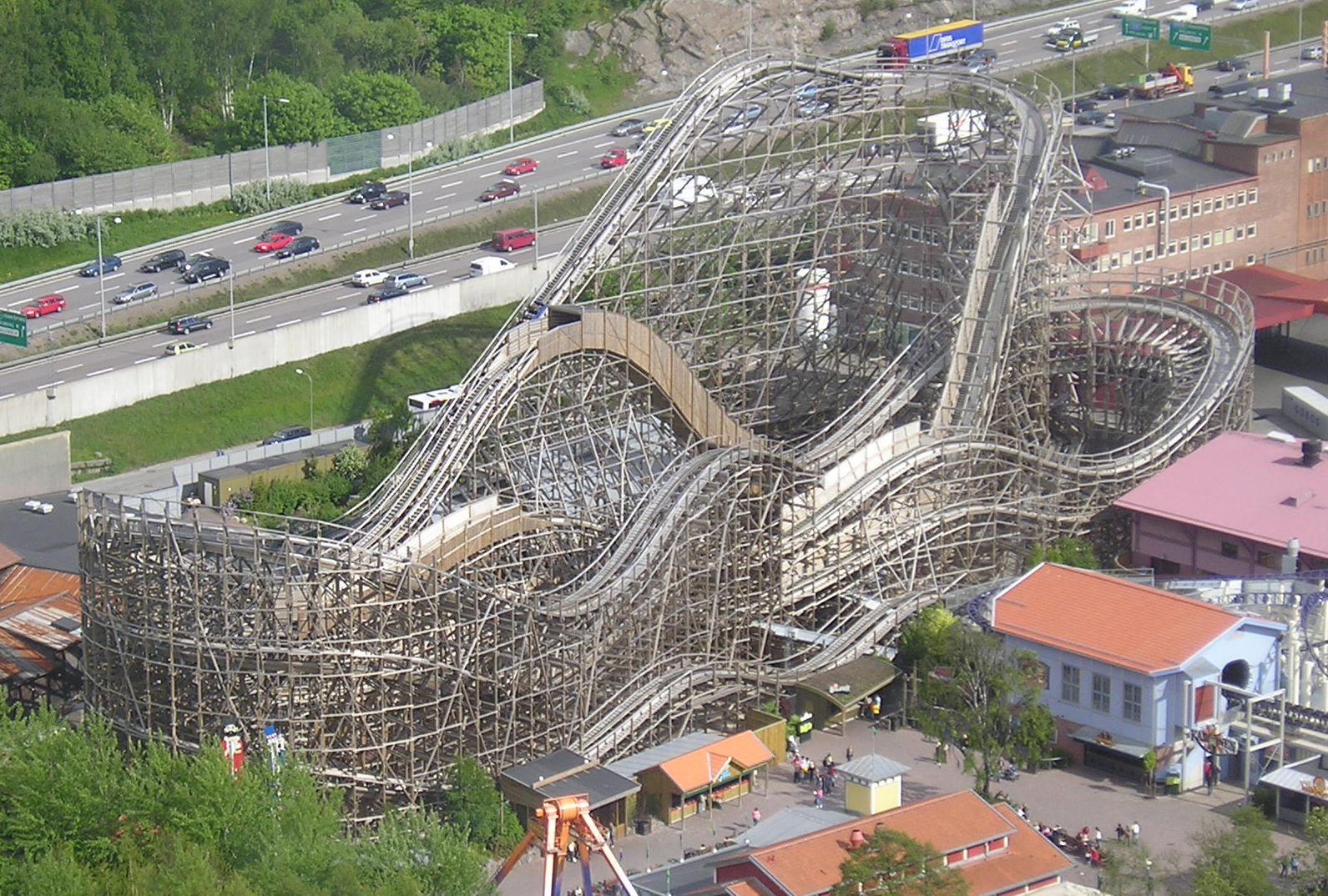
La montagna russa Balder nel 2006.

### Montagne russe
| Ride          | Year opened | Manufacturer         | Description |
| ------------- | ----------- | -------------------- | --- |
| Balder        | 2003        | Intamin              | Montagna russa in legno in cui i passeggeri sono seduti. Raggiunge una velocità di 90 km/h su un percorso di 1070 metri. Nominato per due volte il "Miglior Roller Coaster in legno".        |
| Helix         | 2014        | Mack Rides           | Montagna russa in acciaio che include due lanci, sette inversioni e numerosi punti aerei (la seconda montagna russa con inversioni più lunga del mondo). Raggiunge una velocità di 100 km/h. |
| Lisebergbanan | 1987        | Anton Schwarzkopf    | Montagna russa tematica con treni d'acciaio che raggiungono una velocità di 80 km/h su un percorso di 1548 metri e un'altezza di 45 metri.                                                   |
| Rabalder      | 2009        | Zierer               | Una montagna russa per bambini in cui il passeggero è seduto, che raggiunge una velocità d 39 km/h su un percorso di 222 metri e un'altezza di 9 metri.                                      |
| Stampbanan    | 2013        | Preston & Barbieri   | Una piccola e corta montagna russa in cui ci si siede indirizzata ai piccolissimi e a coloro che vanno sulle montagne russe per la prima volta.                                              |
| Valkyria      | 2018        | Bolliger & Mabillard | Una montagna russa con discesa verticale che raggiunge la velocità di 104.9 km/h su un percorso di 700 metri e un'altezza di 47 metri.                                                       |

### Giostre acquatiche
- FlumeRide – una montagna russa a "tronchi" lunga 630 metri con due cascate, la più alta delle quali è di 14 metri (aperta nel 1973). Arrow Development.
- Kållerado – barca a 9 passeggeri che naviga su un corso lungo 560 metri cavalcando rapide e attraverso cascate e fogliame (aperto nel 1997). Intamin.

### Altre giostre
- AeroSpin  - uno SkyRoller di 35 metri. Aperto nel 2016. Gerstlauer.
- AtmosFear – nata originariamente come torre d'osservazione costruita nel 1990, è stata convertita in una torre a caduta libera nel 2011. Il limite di altezza è di 140 cm. Intamin.
- Macchinette a scontro – aperte nel 1988, le nuove macchinette sono state installate nel 2010.
- Bushållplatsen
- Children’s Paradise
- Cyklonen
- The Dragon boats
- Fishing Boats
- Flygis
- Flying Elephants
- Gasten Ghost Hotel
- Hanghai – mega discoteca, aperta nel 2009. Limite di altezza 130 cm. Zamperla.
- Hissningen
- Hoppalång
- House of Mirrors – labirinto di specchi percorribile, aperto nel 1961.
- Högspänningen
- JukeBox – uno spinner a polipo aperto nel 2012, ha rimpiazzato un vecchio modello disegnato da Anton Schwarzkopf; limite di altezza 110 cm. Gerstlauer.
- Kaninlandsbanan
- Lilla Lots
- The Liseberg Wheel – una ruota panoramica di 60 metri aperta nel 2012. Bussnik / Maurer Söhne.
- Loke – un Gyro Swing alto 27 metri. Aperto nel 2017. Intamin.
- Mechanica – una montagna russa a forma di stella alta 28 metri. Aperta nel 2015. Zierer.
- Oldtimers
- Rabbit Land
- Rabbit River
- Screamin' Swing
- Skepp o' skoj
- Teacups
- Tuta & Körr
- Uppswinget – una montagna russa "Screaming Swing" aperta nel 2007. Limite di altezza 140 cm. S&S Worldwide.
- Venetian Carousel
- Waltzer – spinner; limite d'altezza 110 cm/ 130 cm se non accompagnato.
- Wave Swinger – seggiolini volanti aperti nel 1989. Zierer.

### Giostre per bambini
- Bushållplatsen– un parco giochi situato in Kaninlandet aperto nel 2013.
- Cyklonen una giostra che gira su se stessa aperta nel 2013. Zamperla.
- Drakbåtarna – barche che girano su se stesse aperte nel 1998. Zierer.
- Fisketuren – barche che girano velocemente su se stesse aperte nel 1988. Mack Rides.
- Flygis – barili volanti che girano e rigirano. Zamperla.
- Flygande Elefanter – giostra con elefanti volanti aperta nel 2010. Fabbri Group.
- Hissningen – una torre a caduta libera per bambini aperta nel 2013. Zierer.
- Hoppalång – giostra rimbalzante e rotante aperta nel 2013. Zamperla.
- Högspänningen – rotelle volanti aperti nel 2013. Metallbau Emmeln.
- Kaninlandsbanan – una pedalata panoramica intorno Rabbit Land aperta nel 2013. ETF Ride Systems.
- Lilla Lots – una barca a dondolo aperta nel 2006. Zamperla.
- Farfars Bil – macchine vintage aperte nel 2013. Rimpiazzano le macchine vintage Ihle Fahrzugbau del 1979 (1979-2012). Metallbau Emmeln.
- Kaninresan – giostra lenta a barche aperta nel 2001 Mack Rides.
- Skepp o' skoj – giostra acquatica con barche aperta nel 2012. ABC Engineering.
- Teacups – tazzine del tè rotanti aperte nel 1985. Mack Rides.
- Tuta & Kör – macchinette a scontro per bambini aperte nel 2013. Preston & Barbieri.
- Venetian Carousel – carosello con pony aperto nel 2010. Bertazzon.

### Altre attrazioni
- Sale giochi – il parco ha molte sale giochi diversi, con giochi come tirapugni e altri. Costo aggiuntivo.
- Gasten Ghost Hotel – un labirinto horror con attori aperto nel 1998. Limite di altezza 140 cm. Costo aggiuntivo.
- Liseberg Lustgarden – un giardino botanico e di statue percorribile.
- Spelhuset – una sala giochi a due piani pieno di vari videogiochi.
- "Spettacoli" – Liseberg ospita vari spettacoli, concerti ed esibizioni di ogni tipo durante l'anno, alcuni dei quali sono inclusi nel biglietto d'ingresso, mentre altri hanno un costo extra.

### Giostre precedenti
- Aerovarvet (1989–2002)
- Bergbanan (montagne russe) (1923–1987)
- Break Dance (1987–1993)
- Bumper Cars (1927–1987)
- Bumper Cars (1988–1996)
- Cinema 180 (1979–1987)
- Cirkusexpressen (montagne russe per bambini) (1977–2008)
- Crinoline (1996–2005)
- DiscoRound (1986–1988)
- Enterprise (1976–1982)
- HangOver (montagne russe) (1997–2002)
- House Upside-Down (1985–1996)
- Höjdskräcken (2000–2015)
- Hökfärden (1985–1990)
- Kanonen (montagne russe) (2005–2016)
- Kulingen (2002–2008)
- Lisebergstornet (1990-2010)
- Lisebergs Loopen (montagne russe) (1980–1995)
- Ormen Långe (1980–1989)
- Pariserhjulet (ruota panoramica) (1967–2015)
- Rainbow (1983–2008)
- Snabbtåget (1989–1992)
- Super 8 (montagne russe (1966–1979)
- SpinRock (2002–2016)
- TopSpin (1993–2006)
- Tornado (1989–2008)
- Uppskjutet (1996–2015)
- Fairytale Castle (Sagoslottet) (1968–2017)

## Visitatori
- 1999 – 2.5 milioni di visitatori
- 2000 – 3.1 milioni di visitatori (il primo anno con Natale a Liseberg)
- 2001 – 3.0 milioni di visitatori
- 2002 – 3.0 milioni di visitatori
- 2003 – 3.4 milioni di visitatori
- 2004 – 2.9 milioni di visitatori
- 2005 – 3.2 milioni di visitatori
- 2006 – 2.9 milioni di visitatori
- 2007 – 3.1 milioni di visitatori
- 2008 – 3.0 milioni di visitatori
- 2009 – 3.1 milioni di visitatori
- 2010 – 2.9 milioni di visitatori
- 2011 – 2.9 milioni di visitatori
- 2012 – 2.8 milioni di visitatori
- 2013 – 2.8 milioni di visitatori
- 2014 – 3.1 milioni di visitatori
- 2015 – 2.9 milioni di visitatori
- 2016 – 2.9 milioni di visitatori
- 2017 – 2.9 milioni di visitatori